# Swaziland i olympiska vinterspelen 1992
Swaziland deltog i olympiska vinterspelen 1992, detta var första och hittills enda gången landet deltagit i ett vinter-OS. Landet skickade endast Keith Fraser som deltog i alpin skidåkning.

## Resultat

### Alpin skidåkning
- Super-G herrar
  - Keith Fraser - 79

- Storslalom herrar
  - Keith Fraser - 63

- Slalom herrar
  - Keith Fraser - Körde ur